# Partikularkirche
Eine Partikularkirche oder Teilkirche (lateinisch ecclesia particularis) im Sinne des 368  CIC bildet einen Bestandteil der römisch-katholischen Kirche, aus deren Gesamtheit dieselbe besteht. Die häufigste Form der Partikularkirche ist die Diözese; daneben zählen auch einige der Diözese gleichgestellte, zumeist territoriale Einheiten zu den Teilkirchen. Jede Teilkirche wird von einem Ordinarius (134, § 1  CIC) geleitet. In Diözesen und Eparchien ist das ein Diözesanbischof, die Vorsteher anderer Teilkirchen sind diesen rechtlich gleichgestellt.
Ekklesiologisch entscheidend ist das Verhältnis der Teilkirche zur Gesamtkirche. In 368  CIC wird es dahingehend umschrieben: „Teilkirchen, in denen und aus denen (in quibus et ex quibus) die eine und einzige katholische Kirche besteht, […]“. Damit wird eine Formulierung aus Lumen gentium, 23,1 aufgegriffen: „Die Einzelbischöfe hinwiederum sind sichtbares Prinzip und Fundament der Einheit in ihren Teilkirchen, die nach dem Bild der Gesamtkirche gestaltet sind. In ihnen und aus ihnen besteht die eine und einzige katholische Kirche.“
Dies wird aus Ausdruck einer Communio-Struktur der Kirche im Binnenverhältnis der Teilkirchen zur Gesamtkirche gesehen:
(1) Die Kirche sei eine „communio Ecclesiarum“.
(2) Die Kirche bestehe in den Teilkirchen.
(3) Die Kirche bestehe aus den Teilkirchen.
Der Diözese nach dem 368  CIC gleichgestellt und damit zu den Partikularkirchen gehörend sind:
- Diözese (diocesis) in der Lateinischen Kirche beziehungsweise Eparchie in den Katholischen Ostkirchen
- Gebietsprälatur (praelatura territorialis)
- Gebietsabtei (abbatia territorialis)
- Apostolisches Vikariat (apostolicus vicariatus)
- Apostolische Präfektur (apostolica praefectura)
- für dauernd errichtete Apostolische Administratur (apostolica administratio)

Die römisch-katholische Kirche bestand im Jahr 2022 aus insgesamt 3107 Partikularkirchen:
- 9 Patriarchate (3 lateinische und 6 ostkirchliche)
- 4 Titularpatriarchate (2 lateinische, 2 ostkirchliche)
- 4 Großerzdiözesen
- 550 Erzdiözesen mit Metropolitansitz
- 77 Erzdiözesen
- 2195 Diözesen (Bistümer und Eparchien)
- 46 Territorialprälaturen
- 11 Territorialabteien
- 17 Exarchate
- 8 Ordinariate für die Gläubigen des östlichen Ritus
- 36 Militärordinariate
- 86 Apostolische Vikariate
- 38 Apostolische Präfekturen
- 3 Personalordinariate
- 1 Personalprälatur
- 9 Apostolische Administraturen
- 9 Patriarchal-Exarchate
- 3 Erzbischöfliche Exarchate
- 1 Apostolische Personaladministration

Den Partikularkirchen ähnlich, aber nicht gleichgestellt sind die als Vorstufe zählenden 8 Missionen sui juris und 5 von Patriarchen abhängige Territorien.
Alle Teilkirchen sind in der Liste der römisch-katholischen Diözesen aufgeführt.